# Brooke D'Orsay
Brooke D'Orsay (Toronto, 17 februari 1982) is een Canadees actrice. Ze maakte in 2001 haar film- en acteerdebuut als Jennifer Kruz in de comedyfilm Why Can't I Be a Movie Star?. D'Orsay is behalve in films ook te zien (of horen) in wederkerende rollen in meer dan 200 afleveringen van verschillende televisieseries. Ze had eenmalige gastrollen in onder meer Medical Investigation, The Big Bang Theory, Psych en How I Met Your Mother.

## Filmografie
*Exclusief 10+ televisiefilms.
• a fabled holiday (2022)
• Miss Christmas (2017)
- It's a Boy Girl Thing (2006)
- King's Ransom (2005)
- Harold & Kumar Go to White Castle (2004)
- The Skulls III (2003)
- The Republic of Love (2003)
- Fortune's Sweet Kiss (2002)
- 19 Months (2002)
- Why Can't I Be a Movie Star? (2001)

## Televisieseries
*Exclusief eenmalige gastrollen
- Royal Pains - Paige Collins (2010-2016, 73 afleveringen)
- Two and a Half Men - Kate (2012-2014, zeven afleveringen)
- Drop Dead Diva - Deb Dobkins (2009-2011, negen afleveringen)
- Gary Unmarried - Sasha (2009-2010, zeventien afleveringen)
- 6Teen - stem Caitlin Cooke (2004-2010, 85 afleveringen)
- Happy Hour - Heather Hanson (2006-2008, veertien afleveringen)
- Braceface - stem Claire (2005, twee afleveringen)
- Ace Lightning - Felicity Fury (2004, vier afleveringen)

## Trivia
- D'Orsay verscheen in 2007 eenmalig in de comedyserie Two and a Half Men als Robin, een jonge verovering van hoofdpersonage Charlie Harper (Charlie Sheen) (aflevering "Young People Have Phlegm Too"). Vijf jaar later keerde ze terug in dezelfde serie, maar nu als het wederkerende personage Kate, de vriendin van het inmiddels nieuwe hoofdpersonage Walden Schmidt (Ashton Kutcher).

- Library of Congress Control Number: no2014095197
- Virtual International Authority File: 310521077
- WorldCat: E39PBJyCCyFKm76qyPVMKVxYyd